# جشنة بارامو
جشنة بارامو (الاسم العلمي: Anthus bogotensis) (بالإنجليزية: Paramo Pipit)‏ هو طائر صغير من الجواثم ينتمي لفصيلة التمرة وأم عجلان. تتواجد في الأرجنتين، بوليفيا، كولومبيا، الإكوادور، بيرو، وفنزويلا. مواطنها الطبيعية في الأراضي العشبية الشبه مدارية أو المدارية العالية.